# Stanisław Książek (drukarz)

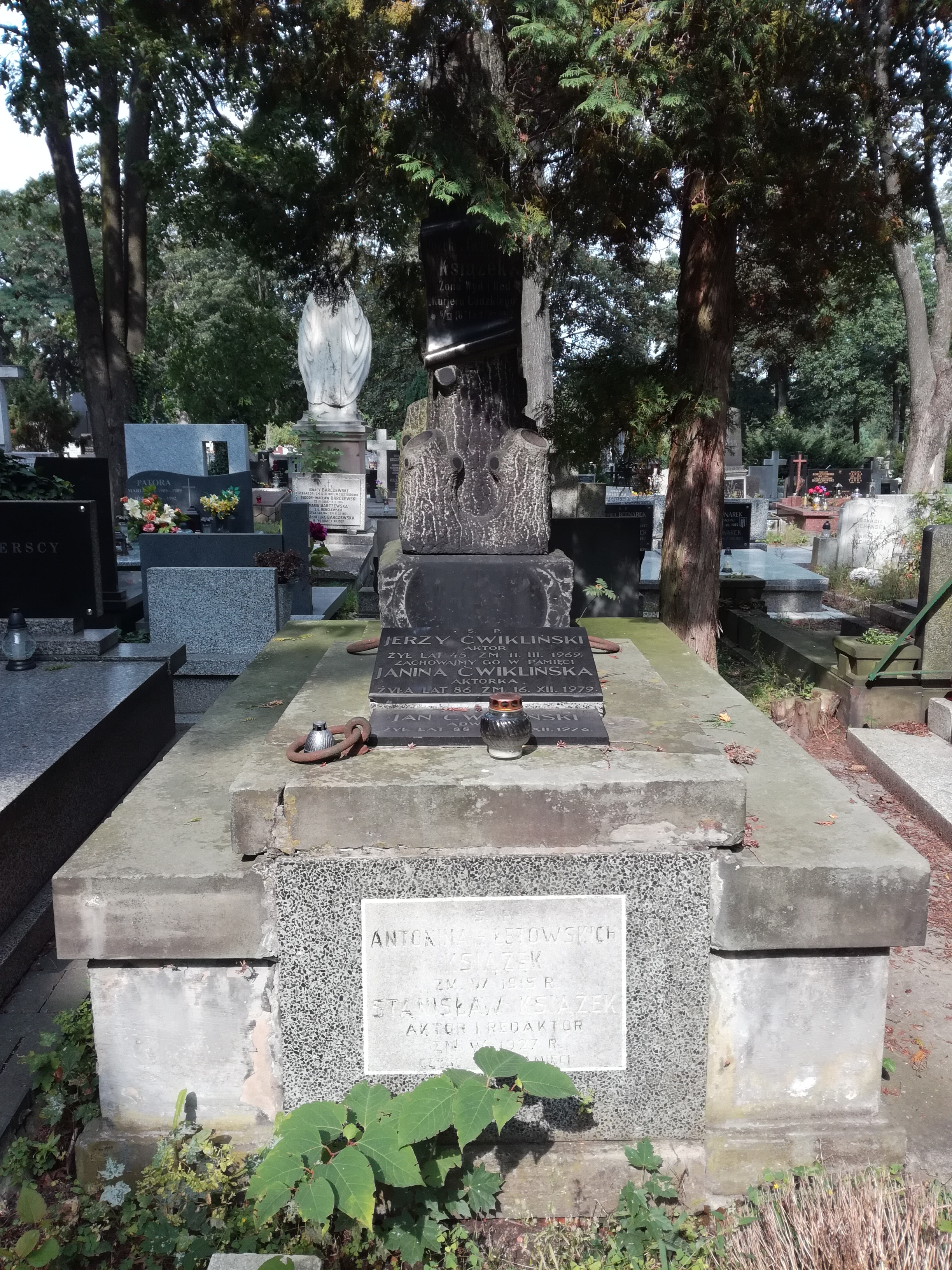
Grób Stanisława Książka na Starym Cmentarzu w Łodzi

Stanisław Książek (ur. ok. 1860 w Warszawie, zm. 26 czerwca 1928 w Grudziądzu) – polski drukarz, dziennikarz, wydawca gazet i książek, właściciel drukarni w Łodzi.

## Życiorys
Stanisław Książek był synem Michała i Antoniny z Łętowskich, bratem Antoniego Książka. Żonaty z urodzoną w Warszawie Józefą Cichocką, która zmarła 12 kwietnia 1912 w Łodzi w 40. roku życia. Nie jest znana data jego przybycia do Łodzi, także podawana przez niego data założenia drukarni (1899) jest mało prawdopodobna. Również nie wiadomo kiedy Książek wyprowadził się z Łodzi.

### Działalność wydawnicza
Stanisław Książek był współwydawcą wydawanej od 1898 polskiej gazety „Goniec Łódzki” zawieszonej przez władze carskie 15 marca 1906. 29 marca 1906 uzyskał od władz carskich zezwolenia na wydawanie nowej gazety polskiej – „Kuriera Łódzkiego”, którego pierwszy numer ukazał się 1 kwietnia 1906. Druk odbywał się na prasie pospiesznej w tej samej drukarni, w której wydawany był poprzednio „Goniec Łódzki”, przy ul. Zachodniej 37. 29 maja 1906 (data aktu notarialnego) Książek kupił tę drukarnię od swojego wspólnika Kazimierza Brzozowskiego. 22 sierpnia 1906 (5 lipca 1906 według J. Jaworskiej) uzyskał kolejne pozwolenie na wydawanie gazety „Kurier Łódzki”, i do 1911 drukował ją na dwóch prasach pospiesznych. Wychodziła ona dwa razy dziennie – rozprowadzano wydanie poranne i wieczorne, każde po cztery stronice. W podtytule Kuriera podkreślono, że jest pismem politycznym, społecznym i literackim.
Na początku 1909 Książek kupił większą (ośmiostronicową) maszynę rotacyjną z oprzyrządowaniem do drukowania gazet, co pozwoliło mu dwukrotnie zwiększyć objętość wydawanego pisma. Na dotychczasowych maszynach drukowano akcydensy oraz dodatek do „Kuriera Łódzkiego”, 8-stronicową „Gazetę Niedzielną”, której pierwszy numer ukazał się z datą 2 marca 1909. Dodatek ukazywał się co tydzień przez kilka lat, ilustrowany był przeważnie reprodukcjami malarstwa i dzieł sztuki polskiej i europejskiej.
W 1910 Książek zatrudniał w swojej drukarni prasowej od 25 do 30 pracowników, a obroty sięgały 40 000 rubli. Drukował trzy tytuły gazet i czasem akcydensy, drukował także książki – łącznie wydrukował 25 książek.
Według Szychowskiego, „na uwagę zasługuje fakt, że w drukarni Stanisława Książka w 1911 roku wprowadzone zostały, jako pierwsze w Łodzi 2-tygodniowe płatne urlopy wypoczynkowe dla personelu technicznego”.
Od 16 sierpnia 1911 działania cenzury carskiej zmusiły Książka do wydawania gazety pod zmienionym tytułem „Nowy Kurier Łódzki”, a jej wydawcą został nominalnie jego brat, Antoni Książek. Według Laskowskiego „w roku 1911 Stanisław Książek kierujący wydawnictwem zmienił tytuł gazety na «Nowy Kurier Łódzki», która ukazywała się do 1918”. Starszy Inspektor Fabryczny w protokołach za lata 1912 i 1913 ujął, że drukarnia rozpoczęła drukowanie „Nowego Kuriera Łódzkiego” po przerwie, 1 kwietnia 1912. W czasie I wojny światowej liczba stron gazety okresowo ulegała zmianie. W latach 1915–1917 na dwóch ostatnich stronach drukowany był „Dodatek Ilustrowany do Nowego Kuriera Łódzkiego”. Okresowo wychodził także samodzielny dodatek literacki w formacie mniejszym niż gazeta.
W zarządzanej przez Wincentego Sławińskiego drukarni Książka przy ul. Zachodniej 37 znajdowały się dwie płaskie maszyny typograficzne i dwie prasy litograficzne, które uzupełniono w 1913 prasą rotacyjną. Poruszane były silnikiem elektrycznym o mocy 12 KM. Zatrudnienie w 1912 wynosiło 15 robotników (w tym 9 dorosłych mężczyzn i 2 nieletnich), w następnym roku 17. Przez 276 dni w 1912 wydrukowano 276 numerów gazety o wartości sprzedaży 11 592 rubli. Koszta łącznie wyniosły 9 540 rubli: płace 7 280 rubli (484 rubli na jednego zatrudnionego), opłata za energię elektryczną 960 rubli, inne koszty 1 300 rubli. Przychody wyniosły 11 592 rubli a zysk (?) 2 052 rubli. Wydatki w 1913 wyniosły: płace 10 400 rubli (611 rubli rocznie na jednego robotnika), płace nadzoru 1 356 rubli (113 rubli miesięcznie). W 1913 do wydrukowania 300 numerów gazety codziennej w nakładzie łącznym 10–15 000 egzemplarzy zużyto 4 000 pudów (1 pud to 40 funtów, czyli 16,4 kg) papieru wartości 12 800 rubli. Drukowano też afisze, karty pocztowe i inne akcydensy.
W latach 1906–1918 Książek wydrukował około 30 różnorodnych publikacji, m.in. kalendarze (w tym kalendarz książkowy „Czas” na rok 1907 liczący 612 stron, z licznymi ilustracjami), broszury okolicznościowe, dokumenty życia społecznego (ustawy, sprawozdania spółek, niektóre w dwóch językach – polskim i rosyjskim) a także wydawnictwa własne „Nowego Kuriera Łódzkiego”. Drukowane były także księgi handlowe, kwitariusze, druki rachunków, blankiety listowe, zaproszenia, klepsydry i in.
Pod koniec I wojny światowej drukarnia prowadziła niezbyt ożywioną działalność wydawniczą.
Od 15 grudnia 1919 gazeta Książka stała się własnością trzyosobowej spółki, która nadal ją wydawała, ale pod zmienionym tytułem „Kurier Łódzki Ilustrowany”. Inne źródło podaje: „W 1918 roku wysłużony «Kurier Łódzki» Stanisława Książka zakupili wspólnie: Wiktor Groszkowski – właściciel apteki, Jan Stypułkowski – prawnik i Roman Orchulski – drukarz. Wydawnictwo i drukarnię z dotychczasowych pomieszczeń przy ul. Zachodniej 37 przeniesiono do większego lokalu przy ul. Zawadzkiej (obecnie ul. A. Próchnika) 1 róg Piotrkowskiej”.
Został pochowany na Starym Cmentarzu w Łodzi.

## Upamiętnienie
Julian Tuwim w wierszu z 1919 o tytule „Łódź” tak napisał:

Nawet mizerne wiersze me
Łódź oceniła najpierwsza,
Bo jakiś Książek drukował mnie
Po dwie kopiejki od wiersza.